# Furman v. Georgia
Furman v. Georgia est un arrêt rendu par la Cour suprême des États-Unis en 1972 qui nie la constitutionnalité de la peine de mort aux États-Unis dans la façon dont les juridictions l'appliquaient alors. Des révisions desdites législations dans les différents États aboutirent à l'arrêt Greg v. Georgia qui le renversa.